# شعب مقطار (السياني)
شعب مقطار محلة تابعة لقرية قحذان، التابعة لعزلة الازارق بمديرية السياني إحدى مديريات محافظة إب في الجمهورية اليمنية.، بلغ تعداد سكانها 125 حسب تعداد اليمن لعام 2004.